# فرودگاه اوبای
فرودگاه اوبای (به انگلیسی: Ubay Airport) (به زبان بومی: Paliparan ng Bayan ng Ubay) یک فرودگاه همگانی مسافربری با کد یاتا UBY است که یک باند فرود بتن دارد و طول باند آن ۱۵۰۰ متر است. این فرودگاه در کشور فیلیپین قرار دارد و در ارتفاع ۲ متری از سطح دریا واقع شده است.